# Scedella pilosa
Scedella pilosa är en tvåvingeart som beskrevs av Munro 1957. Scedella pilosa ingår i släktet Scedella och familjen borrflugor.
Artens utbredningsområde är Kenya. Inga underarter finns listade i Catalogue of Life.